# Ján Černaj
Ján Černaj (geboren 1948; gestorben am 30. April 2011) war ein slowakischer Medailleur.

## Werdegang

Slowakische Euromünze zu 50 Cent mit der Burg Bratislava (mit Pavel Károly, seit 2009)

Ján Černaj war Absolvent der Škola úžitkového výtvarníctva, einer Kunstgewerbeschule in Kremnica, an der schwerpunktmäßig Metallbearbeitung und Medaillenkunst unterrichtet wird. 1970 wurde er Mitarbeiter der tschechoslowakischen Münzprägeanstalt, der Mincovňa Kremnica. Von 1989 bis 1990 und von 1995 bis 2010 leitete er dort das Atelier. Er entwarf mehrere slowakische Sondermünzen und mit Pavel Károly die Münzen zu 10, 20 und 50 Cent der seit 2009 ausgegebenen slowakischen Euromünzen. Darüber hinaus entwarf er als Mitarbeiter der Mincovňa Kremnica und als freier Künstler zahlreiche Medaillen.

## Werke (Auswahl)
- Goldmünze zu 5000 slowakischen Kronen anlässlich des 500. Jahrestags der ersten Münzprägung der Mincovňa Kremnica (1999)
- Münze aus Gold und Palladium zu 10.000 slowakischen Kronen anlässlich des Beitritts der Slowakei zur Europäischen Union (2004)
- Silbermünze zu 200 slowakischen Kronen, Weltkulturerbe Altstadt von Bardejov (2004)
- Bildseiten der slowakischen Euromünzen zu 10 Cent, 20 Cent und 50 Cent (mit Pavel Károly, seit 2009)